# 기독교의 교파
기독교의 교파(Christian denomination)는 예수를 그리스도로 고백하는 기독교의 여러 종파를 가리키는 말이다.

## 개요
기독교는 예수 그리스도의 부활 승천 후 사도들을 중심으로 운영된 초대교회에 근원을 두고 있다. 그런데 초대교회의 사도들의 권능을 전승하였다고 믿거나 주장하는 공교회 또는 보편교회(catholic church)에서 시작하여 언어의 차이로 인한 헬라어(그리스어)권역의 동방교회와 라틴어 권역의 서방교회로 구분되었다. 11세기에 공교회의 5개 총대주교 교회 연합이 정치적 대립, 문화적, 신학적 입장 차이(필리오케 논쟁, 성상 논쟁, 상호 파문)로 인하여 깨어져 로마 교회가 4개 교회(콘스탄티노플, 알렉산드리아, 안티오키아, 예루살렘)와 연합을 거부해 서방교회과 동방교회로 완전히 나뉘는 교회 대분열이 발생한다. 이후 동방교회는 콘스탄티노플을 중심으로 하는 국가 교구 연방형태로 발전하였고, 서방교회는 5백년 동안 로마를 중심으로 교황이 관할하는 로마교구를 중심으로 성장했다. 서방교회는 16세기에 들어 교회내 부패와 비기독교적 요소의 만연, 인문주의를 배경으로 교회 갱신 운동이 전개되면서 교황을 중심으로 한 로마가톨릭교회와 독일 루터파교회를 시작으로 개혁교회(장로교회), 영국국교회, 감리교회 등으로 다양한 개신교회로 발전한다.

## 기독교 교파의 분류
현재 정통 기독교 교파(니케아 콘스탄티노폴리스 신경을 따르는 보편교회)는 크게 서방교회와 동방교회로 이분된다. 서방교회에 속하는 교회에는 로마 가톨릭교회와 16세기 종교개혁 운동 이후 발생한 개신교(루터교, 침례교, 성공회, 감리교, 장로교, 개혁교회, 재림교, 성결교, 오순절교 등)의 두 갈래가 존재한다. 동방교회에는 러시아 정교회, 그리스 정교회 등의 동방 정교회와 이집트의 콥트 교회, 시리아의 시리아 정교회, 에티오피아 교회, 아르메니아 교회 등의 오리엔트 정교회, 네스토리우스파를 계승한 아시리아 동방교회 등이 존재한다. 이외에도 서아시아(중동) 유일의 기독교 국가인 레바논과 그외 중동 이슬람 국가, 인도 등에 이슬람이 발생하기 전부터 남 인디아 교회 등이 자생했다.
이외에도 몰몬교, 여호와의 증인 등, 니케아 콘스탄티노폴리스 신경을 따르지 않는 신흥 교파들이 존재한다. 이들은 주류 정통 교단들에 의해 이단으로 규정된다.

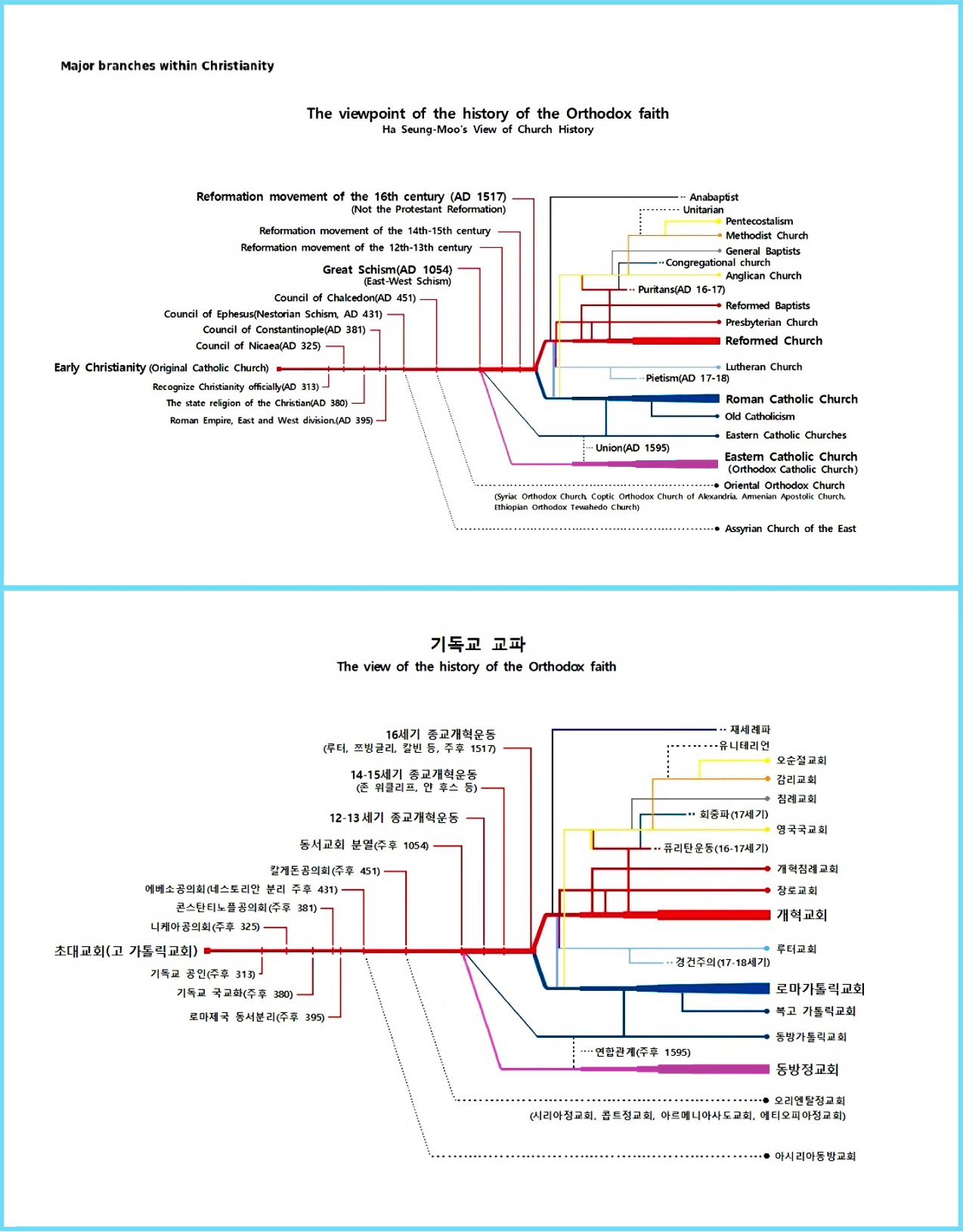
비교파 중심의 기독교 교파 계통도/하승무 교수의 교회사관에 의한 계통도

## 같이 보기
- 교회학
- 교파